# Pelastoneurus ambiguus
Pelastoneurus ambiguus är en tvåvingeart som beskrevs av Octave Parent 1934. Pelastoneurus ambiguus ingår i släktet Pelastoneurus och familjen styltflugor. Inga underarter finns listade i Catalogue of Life.